# Ricardo Perdomo
Ricardo Javier Perdomo Moreira (Puntas de Valdez, 1960. július 3. – 2022. augusztus 12.) válogatott uruguayi labdarúgó, középpályás, edző.

## Pályafutása

### Klubcsapatban
1980 és 1985 között a Nacional, 1985 és 1988 között a spanyol Rayo Vallecano, 1988 és 1992 között az argentin Deportivo Mandiyú, 1992 és 1995 között a chilei Unión Española, 1996-ban az argentin River Plate, 1996–97-ben ismét az Unión Española, 1997-ben a chilei CD Palestino labdarúgója volt. 1998-ban a Rampla Juniors játékosaként fejezte be az aktív labdarúgást. A Nacional csapatával két uruguayi bajnok címet, au Unión Españolával két chilei kupagyőzelmet ért el.

### A válogatottban
1984–85-ben hat alkalommal szerepelt az uruguayi válogatottban.

### Edzőként
2007–08-ban a Miramar Misiones, 2009-ben a Plaza Colonia vezetőedzője volt.

## Sikerei, díjai
Nacional
- Uruguayi bajnokság
  - bajnok (2): 1980, 1983

 Unión Española
- Chilei kupa
  - győztes (2): 1992, 1993